# Aechmea penduliflora
Espèce
Classification phylogénétique
Aechmea penduliflora est une espèce de plantes à fleurs de la famille des Bromeliaceae, endémique de Colombie.

## Synonymes
- Aechmea friedrichsthalii Mez & Donn.Sm.[1] ;
- Aechmea inermis Mez[1] ;
- Aechmea schultesiana Mez[1] ;
- Billbergia paniculata Mart. ex Schult. & Schult.f.[1].

## Distribution
L'espèce est endémique de Colombie.